# NGC 4728B
NGC 4728B is een spiraalvormig sterrenstelsel in het sterrenbeeld Hoofdhaar. Het hemelobject werd op 3 maart 1867 ontdekt door de Duits-Deense astronoom Heinrich Louis d'Arrest.

## Synoniemen
- UGC 7992
- MCG 5-30-100
- KUG 1248+276A
- DFOT 91
- PGC 43462